# Werkhoffeuerwehr Flüelen
Die Werkhoffeuerwehr Flüelen ist eine Feuerwehr in Flüelen im Schweizer Kanton Uri. Sie untersteht dem Amt für Betrieb Nationalstrassen, kurz AFBN, einer Behörde des Kantons Uri. Das AFBN betreut 148 Kilometer Schweizer Nationalstrassen zwischen Küssnacht, Beckenried und Airolo. Die Werkhoffeuerwehr Flüelen betreut primär den Seelisbergtunnel, einen 9292 Meter langen Autobahntunnel zwischen Seedorf UR und Beckenried im Kanton Nidwalden. Sie ist aber auch für die Axenstrasse bis Sisikon und weitere Abschnitte der Nationalstrassen zuständig. Die Werkhoffeuerwehr Flüelen besteht aus 32 Einsatzkräften, welche sich aus dem Personal der AFBN rekrutieren. Die Feuerwehr wurde am 1. Dezember 1980 unter der Leitung von Kommandant Karl Brand gegründet. Anfänglich wurden zwei Wachen an den Werkhöfen in Flüelen und Stans im Kanton Nidwalden rund um die Uhr besetzt. Die Wache Stans wurde mit der Zeit abgebaut und die Aufgaben an die Stützpunktwehr Stans übertragen. Die hauptamtliche Schicht in Flüelen blieb dagegen vorerst erhalten. Sie stellte den Pikettdienst rund um die Uhr mit mindestens 4 Einsatzkräften. Die Mannschaften waren in den Bereichen Grundausbildung im Feuerwehrwesen, Atemschutz, Strassenrettung, Sanitätsdienst und Ortskenntnis in den Tunnelanlagen ausgebildet. Die Werkhoffeuerwehr Flüelen wurde auch bei Verkehrsunfällen auf den Kantonstrassen zu Hilfeleistungen gerufen. Dabei wurde eng mit der Stützpunktfeuerwehr Altdorf zusammengearbeitet. Heute übernimmt die Stützpunktfeuerwehr Altdorf grosse Teile der Aufgaben der Werkhoffeuerwehr Flüelen. Diese rückt nachts und am Wochenende zu Einsätzen im Seelisbergtunnel und auf der Axenstrasse aus. Die Werkhoffeuerwehr Flüelen ist werktags von 06.00 bis 18.00 Uhr einsatzbereit und verfügt über ein Unfallhilfsfahrzeug und ein Pikett-Fahrzeug.